# Cristiano Bertocchi
Cristiano Bertocchi (Carrara, 1973) è un bassista e produttore artistico italiano, noto anche come Chris Breeze.

## Biografia
Comincia a suonare il basso all'età di vent'anni, mentre le prime esperienze in un gruppo musicale risalgono all'attività in una band di death metal chiamata Suffer Age. A questo segue un periodo di perfezionamento presso la scuola musicale Koala a Massa dal 1993 al 1995 e soprattutto l'ingresso nei Labyrinth, ove militerà per circa dieci anni. Dal 2006 al 2012 ha suonato nei Vision Divine per sostituire Andrea Torricini: quest'ultimo, poi, è rientrato in formazione, in quanto Cristiano ha deciso di dedicarsi in modo intensivo all'attività didattica, ai suoi progetti solisti e alla produzione di band del panorama metal italiano. Dal 2014 diventa ufficialmente il bassista dei Wind Rose, band di cui aveva curato il debutto discografico Shadows over Lothadruin.

## Discografia

### Labyrinth
- 1995 - Piece of Time EP
- 1996 - No Limits
- 1998 - Return to Heaven Denied
- 1999 - Timeless Crime EP
- 2000 - Sons Of Thunder
- 2003 - Labyrinth
- 2005 - Freeman

### Vision Divine
- 2007 - The 25th Hour
- 2009 - 9 Degrees West of the Moon

### Wind Rose
- 2012 - Shadows over Lothadruin (solo come produttore)
- 2015 - Wardens of the West Wind
- 2017 - Stonehymn
- 2019 - Wintersaga
- 2022 - Warfront